# Amphineurion
Amphineurion là chi thực vật có hoa trong họ Apocynaceae.